# Jan Kanty (imię)
Jan Kanty – imię męskie składające się z dwóch wyrazów, zawierające imię Jan i przydomek polskiego świętego Jana Kantego (1390–1473).
W styczniu 2024 w rejestrze PESEL było 35 mężczyzn o imieniu Jan Kanty nadanym jako imię pierwsze i 2 o imieniu Jan-Kanty, czyni imię rzadkim, natomiast Jan jest imieniem popularnym, o 477845 nadaniach.
Jan Kanty imieniny obchodzi 20 października, jako wspomnienie liturgiczne św. Jana Kantego.

## Mężczyźni o imieniu Jan Kanty
- Jan Kanty Andrusikiewicz (1815–1850) – polski nauczyciel ludowy i organista w parafii chochołowskiej, jeden z przywódców powstania chochołowskiego z 1846 r.
- Jan Kanty Pawluśkiewicz – kompozytor
- Jan Kanty Steczkowski – prawnik, polityk i ekonomista
- Jan Kanty Zamoyski – arystokrata
- Józef Jan Kanty Ossoliński (1707–1780) – wojewoda wołyński, starosta sandomierski i chmielnicki, konfederat barski.